# TNA+
TNA+ – serwis VOD oferujący za zryczałtowaną opłatą dostęp do treści tworzonych przez firmę Impact Wrestling, organizującą galę wrestlingu.

## Historia
Pierwszy serwis streamingowy oferujący treści na życzenie związane z Impact Wrestling powstał w 2009 roku, kiedy jeszcze firma nazywała się Total Nonstop Action Wrestling (TNA). Serwis nazywał się TNA Video Vault, a w 2010 roku zmienił nazwę na TNA On Demand. Portal zamknięto w 2013 roku.
10 października 2017 roku powstał serwis Global Wrestling Network oferujący treści związane z firmami Impact Wrestling, Fight Network, Border City Wrestling oraz z programem Wrestling at the Chase.
28 kwietnia 2019 na gali Rebellion ogłoszono powstanie serwisu Impact Plus, który miał zastąpić Global Wrestling Network. Serwis ruszył 1 maja 2019 roku. 30 sierpnia ogłoszono też, że subskrypcja Impact Plus będzie możliwa do pozyskania poprzez FITE TV.
Po ogłoszeniu, że Impact Wrestling zmienia nazwę z powrotem na Total Nonstop Action, 7 grudnia 2023 roku zapowiedziano też, że nazwa Impact Plus zostanie zmieniona na TNA+.